# Ailill mac Echach Mugmedóin
Secondo la tradizione storica irlandese, Ailill mac Echach Mugmedóin fu un principe irlandese, figlio dell'alto re Eochaid Mugmedon (m.362) e di sua moglie Mongfind, sorella di Crimthann mac Fidaig (m.367). Fu l'antenato della dinastia Uí nAilello del Connacht. Visse alla fine del IV secolo.
"La morte violenta di Crimthann mac Fidaig e dei tre figli di Eochaid Muigmedón" racconta la storia dei figli di Eochaid Mugmedón. Secondo questa saga, il suo fratellastro, il sommo re Niall Noigiallach (d. 405), fece di Fiachrae, il fratello maggiore di Ailill, il suo campione alla morte del loro fratello Brion. Ailill accompagnò Fiachrae in un raid riuscito contro il Munster, ma Fiachrae rimase ferito a morte. Dopo la morte di Fiachrae, Ailill fu catturato ed eseguito da Eochaid figlio di Crimthainn. Secondo la leggenda, fu sepolto a Heapstown Cairn, nella contea di Sligo.